# Табаско (агентство)
TABASCO — компанія креативу, створена в Україні 10 жовтня 2006 року. Входить у групу компаній CMS Group.
Розробляє стратегію і проводить трансформацію брендів, пропонує комунікаційні рішення, дизайн і брендинг, рекламні кампанії та консалтинг із маркетингу на всіх бізнес-етапах.
Відома своїми масштабними стратегічними рішеннями в телекомунікаційному, фінансовому сегменті, антикризовими рішеннями, а також соціальними проектами, нагородженими найвищими преміями індустрії.

## Комерційні проекти
TABASCO ствоювало проєкти для Vodafone, АЛЛО, Crédit Agricole, виробника техніки IMPRESSION, «Люстдорф».[джерело?]

## Соціальні проекти
Clouds («Хмарки») — короткометражний фільм, створений разом із режисером Анною Бурячковою на пісню групи Shuma з Білорусі. Присвячений батькам, які підтримують своїх дітей незважаючи на жорстоку і несправедливу суспільну думку. Дав поштовх флешмобу #superparents у соцмережах. Завоював «бронзу» на міжнародному фестивалі Berlin Music Video Awards 2019, а також був відзначений на семи фестивалях у Європі та США.
«ІЧНЯ. Згущівка видатних жінок» — кампанія від ТМ «ІЧНЯ», присвячена жінкам, які змінювали хід історії. Портрети та короткі біографії Олександри Скоропадської, Віри Коцюбинської, Ярослави Бандери з'явилися на етикетках згущівки та привернули неабияку увагу суспільства. Про проект написали 189 українських та 73 російських ЗМІ, у тому числі — українська та російська служба ВВС. Загалом проект охопив 27 мільйонів осіб.
Селебріті проти контрабанди — вірусне розважальне відео за участі артиста DZIDZIO. Мета кампанії — змінити лояльне ставлення до заняття контрабандою серед молоді прикордонних населених пунктів України. У результаті ролик увійшов свого часу у «топ» популярних відео на YouTube. Згодом був відзнятий повнометражний фільм «DZIDZIO Контрабас».
Постери для компанії Hyundai Україна стали кращими принтами тижня у виданні «Luerzer's Archive».

## Цікаві факти
Проєкт «Згущівка видатних жінок» спровокував жваве обговорення в соцмережах України та Росії. Московський пропагандист Володимир Соловйов розпочав розповіддю про «бандерівську згущівку» випуск програми «Вечер с Владимиром Соловьевым» на телеканалі «Россия-1» 5 березня 2019 року. Скандальна Ольга Скабеєва присвятила «Згущівці» пост у Twitter. Пропагандистський сайт novoross.info пішов ще далі і випустив новину із заголовком «Молоко дияволиць».

## Нагороди
За ролик «Віримо. Пишаємося. Переможемо» агентство отримало гран-прі на Effie Ukraine у 2015 році. За кампанію «565» агентство отримало подяку від Андрія Парубія та грамоту Верховної Ради за значний особистий внесок в розвиток волонтерського руху.[джерело?]
Також серед здобутків Silver Mercury-2012, The Globes 2012–Chicago (Silver) та Cannes Lions 2012 National Diploma.
2012 КМФР:
Срібло (Multipass Travel: Азіати) — OOH
Срібло  (Discovery: Пожива для розуму) — директ-маркетинг
2014 КМФР:
Золото (Білий Ведмідь: Дорога) — ТВ-реклама
Срібло  (Flagman: Діти) — ТВ-реклама
2012 Білий Квадрат:
Бронза (Люкс: Найфутбольніші чипси) — промо, digital
2013 Білий Квадрат:
Бронза (Кубок Барбоса: Далматинець) — OOH
Бронза (Кубок Барбоса: Пудель) — ООН
2014 Білий Квадрат:
Бронза (Skimarket: Вертоліт) — промо
2013 Golden Hammer:
Срібло (Skimarket: Сніговий ВертоПринтер) — ембіент
2012 Popok
Бронза (Кубок Барбоса: Далматинець) — OOH
Бронза (Кубок Барбоса: Пудель) — ООН
Срібло (Люкс: Найфутбольніші чипси) — digital
2012 Silver Mercury
2012 The Globes (Chicago)
Срібло (Зробимо Україну чистою)
2012 Cannes Lions National Diploma
2017 DDC
Best of digital development (Kyiv Sotka Project) — Short Term Effects Company
2008 Effie Awards Ukraine
Срібло (Complex campaign Universal Bank JSC «Universal Bank») — Communication
2009 Effie Awards Ukraine
Бронза (Macshocoladnaya Kamasutra — Foodaworld Marketing Pte Ltd)
2010 Effie Awards Ukraine
Бронза (For thank you) — TV
Бронза (Let's make Kyiv clean)
Срібло (First dog's press conference in the world) — TV
2011 Effie Awards Ukraine
Бронза (Slavutych Men need rest)
Бронза (Let's make Ukraine Clean/Let's do it Ukraine)
2012 Effie Awards Ukraine
Золото (Let's Do It Ukraine!) — Civic Initiative
Срібло (Football Chips Luyks)
Бронза (Let's Do It Ukraine!) — Civic Initiative
Бронза (Mistake PrJSC «ENZYM COMPANY»)
2013 Effie Awards Ukraine
Золото (Big Heart EFES Ukraine) x2
Срібло (Tasty to tears Kraft Foods Ukraine)
2014 Effie Awards Ukraine
Срібло  (Tell about Ukraine MTS UKRAINE)
2015 Effie Awards Ukraine
Срібло + Гран-прі (Victory Day) — Information Resistance
Срібло (Foxtrot Penny Bird) x2
Бронза (Foxtrot Penny Bird)
2017 Effie Awards Ukraine
Срібло  (Kyiv Sotka)
Бронза (Kyiv Sotka)
2018 Effie Awards Ukraine
Срібло (Syoss Transformation)
Бронза (Vodafone Ukraine: The end of voice era)
Грамота Верховної Ради за значний особистий внесок у розвиток волонтерського руху в Україні.
2018 ADC:
Бронза (100 км чекають на тебе. Київська сотка. Ейфелева вежа) — OOH
Бронза (Капітан Соняшникових Морів) — Film & Radio
Short List (Почуй голос природи) — Film & Radio
Short List (Почуй голос природи) — Charity Campaign
Short List (100 км чекають на тебе. Київська сотка. Еверест) — OOH
Short List (100 км чекають на тебе) — Graphic Design
2019  ADC:
Бронза «Бойова згущівка Ічня»– Graphic Design
Бронза «Хмарки» — Film & Radio
2019 Effie Ukraine
Золото «Бойова згущівка Ічня» — Single Impact Engagement
2019 Berlin Music Video Awards 2019
«Бронза» за короткометражний музичний фільм «Clouds»
квітень 2019 — Le Prince International Film Festival, Венесуела
травень 2019 — Gulf of Naples Film Festival, Італія
травень 2019 — Berlin Music Video Awards Clouds, Німеччина, бронза
травень 2019 — ADC Awards, Україна, бронза
червень 2019 — номінація на Macon Film Festival, США
липень 2019 — номінація на SAFILM-San Antonio Film Festival, США
жовтень 2019 — Official Selection BLOW UP FILM FEST, США
жовтень-листопад 2019 — San Francisco's Another Hole in the Head Film Festival
2020 ADC*UA Awards
травень 2020 — Бронза (робота Free Sailors у категорії Graphic Design)
травень 2020 — Short List (робота для «Київська сотка» у категорії Graphic Design)